# Robert Michel (Schriftsteller)

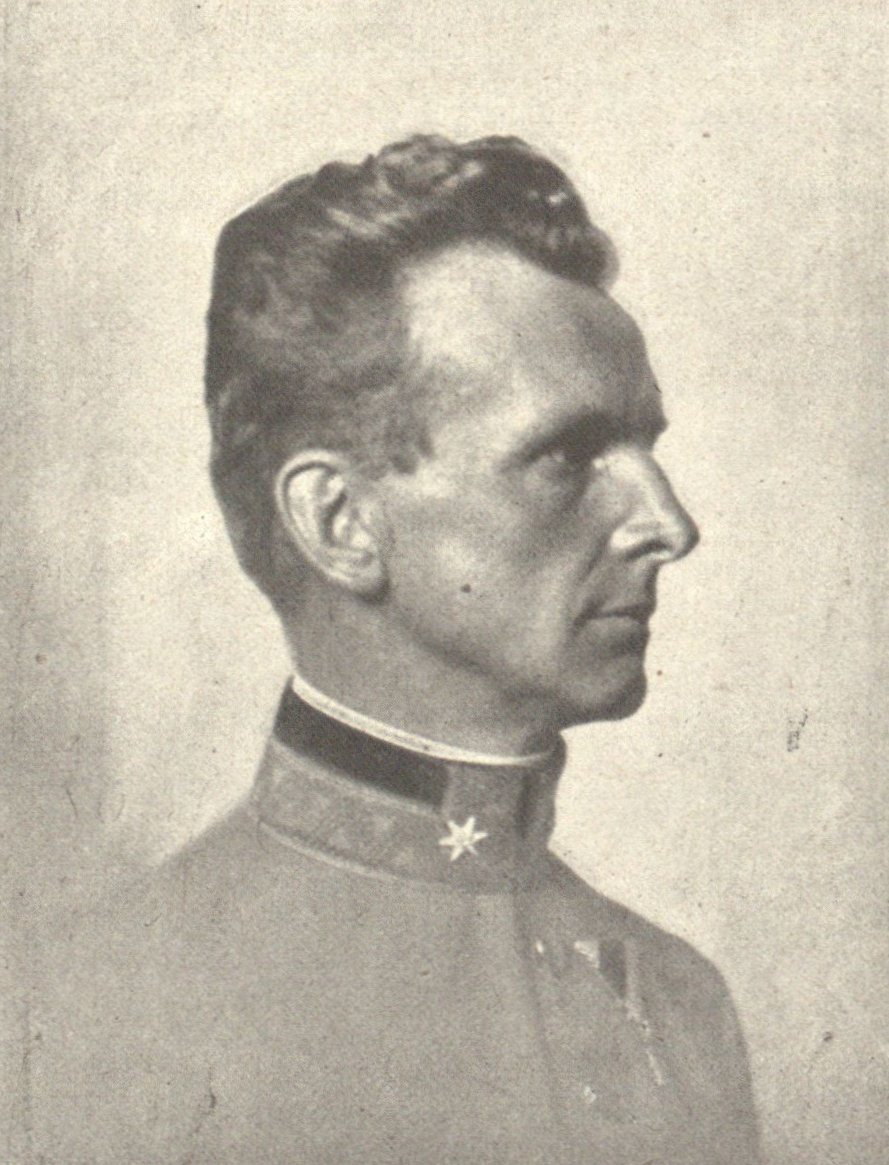
Edith Barakovich: Robert Michel, um 1918

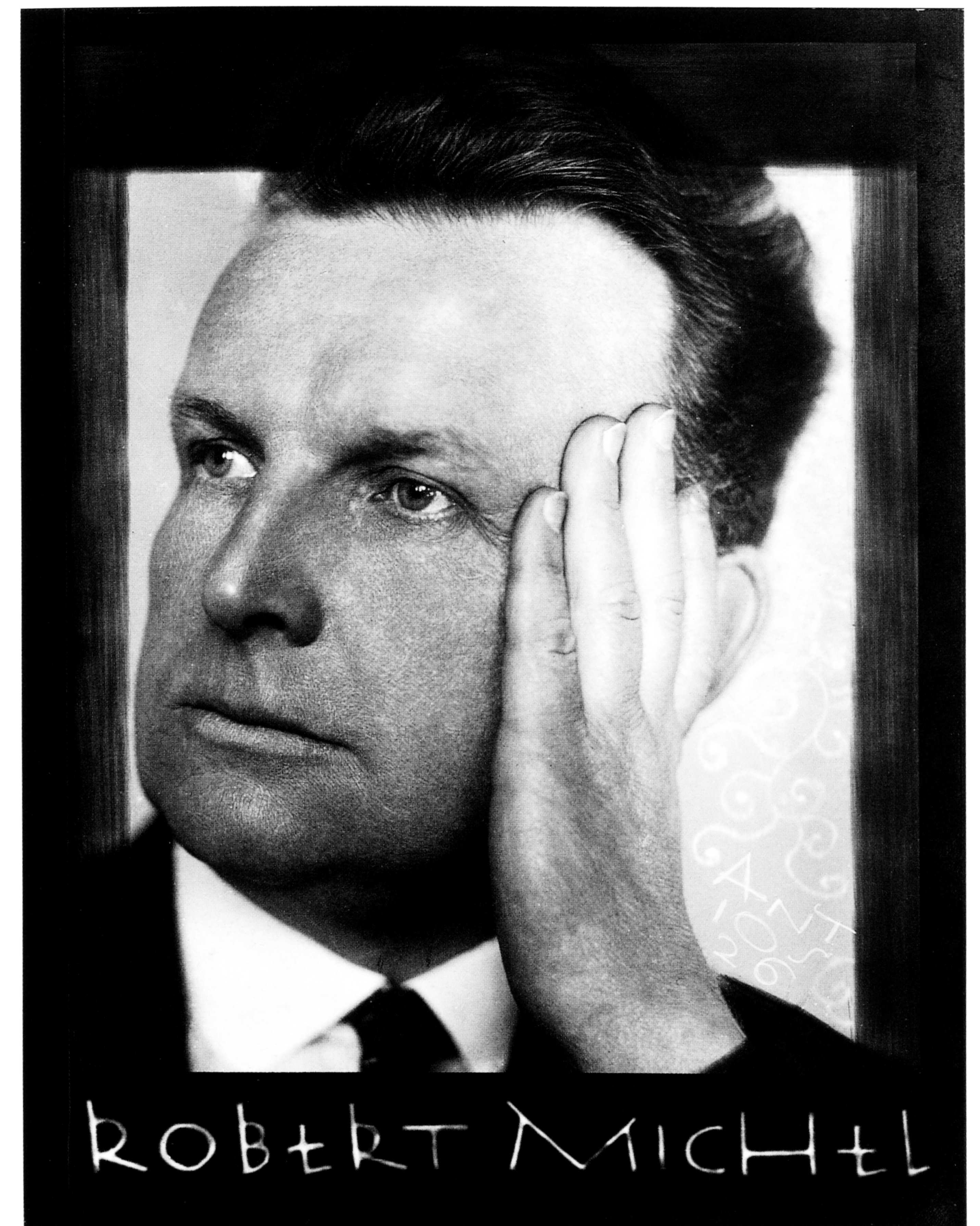
Anton Josef Trčka: Robert Michel (1926)

Robert Michel (* 24. Februar 1876 in Chaberschitz (Chabeřice), Bezirk Kuttenberg, Österreich-Ungarn; † 12. Februar 1957 in Wien) war ein österreichischer Schriftsteller.

## Leben
Robert Michel entstammte einer kleinbürgerlichen deutschböhmischen Familie und war der Sohn eines kaiserlichen Verwalters in Böhmen. Er besuchte in Prag das deutsche Gymnasium und trat 1890 in die dortige Infanteriekadettenschule ein. In dieser Zeit besuchte er häufig das Theater und veröffentlichte erste Prosa und Lyrik im Prager Tagblatt.
1895 kam Michel als Leutnant nach Wien. Hier lernte er Leopold Andrian kennen, mit dem er eine intime Beziehung einging. Dieser vermittelte ihm die Bekanntschaft mit den Autoren des Jungen Wien. Von besonderer Bedeutung wurde die Freundschaft und Förderung von Hugo von Hofmannsthal für ihn.
1898 wurde Michel in die Herzegowina nach Mostar versetzt. Diese Zeit dort bot ihm Stoff für einige Erzählungen und Romane, die die fremdländische muslimische Welt des Balkans schildern. 1900 bis 1908 unterrichtete Michel an der Kadettenschule in Innsbruck Deutsch und Französisch. Dort heiratete er Eleonore Sniźek, mit der er drei Kinder haben sollte. Durch die Mitarbeit in der Zeitschrift Der Brenner entwickelte sich eine intensive Freundschaft mit dessen Herausgeber Ludwig von Ficker.
1911 bis 1914 war er am Kriegsarchiv in Wien tätig, 1914 arbeitete Michel in Wien für das k.u.k. Kriegspressequartier gemeinsam mit anderen bekannten Autoren wie Franz Karl Ginzkey, Stefan Zweig oder Alfred Polgar. Neben Kriegsberichterstattung verfasste Michel in dieser Zeit Erzählungen und Romane, die zu seinen erfolgreichsten zählen sollten, darunter Die Häuser an der Džamija, für den er den Kleistpreis erhielt. 1915 bis 1917 war er Adlatus der Mission des Außenministeriums für die okkupierten Gebiete in Polen und für Galizien, 1917–18 leistete er Frontdienst. In den letzten zwei Monaten vor Kriegsende 1918 wurde Michel zusammen mit Hermann Bahr und Max Devrient Leiter des Burg- und Akademietheaters in Wien. Mit Ende des Krieges gab er seinen Offiziersberuf auf.
Von nun an lebte Michel als freier Schriftsteller in Wien, hatte aber unter ständigen finanziellen Sorgen zu leiden. Aus ebendiesen Gründen arbeitete er daher zunächst mehr beim Film denn als Schriftsteller und war auch als Übersetzer und Herausgeber slawischer Literatur tätig. 1933 übernahm er einen Feuilletonvertrieb, der Arbeiten österreichischer Schriftsteller, aber auch von Hermann Hesse, an Zeitungen und Zeitschriften vermittelte. Er führte diese Agentur gemeinsam mit Cäcilie Tandler bis zu deren Tod 1946.
Nach dem Anschluss Österreichs 1938 an das Deutsche Reich, beteiligte sich Michel mit einem Beitrag am „Bekenntnisbuch österreichischer Dichter“ (herausgegeben vom Bund deutscher Schriftsteller Österreichs), das den Anschluss begeistert begrüßte.
Es folgten noch einige letzte Romane, die im Böhmerwald angesiedelt sind. 1951 erhielt er die Ehrenmedaille der Bundeshauptstadt Wien und den Titel „Professor“. Kurz danach erlitt Robert Michel einen Schlaganfall und starb 1957 in Wien. Er wurde auf dem Grinzinger Friedhof (Gruppe 31, Reihe 9, Nr. 12) bestattet.

## Ehrungen
- Kleist-Preis (1915)
- Preis der Stadt Wien für Literatur (1926)
- Adalbert-Stifter-Preis (1927)
- Tschechoslowakischer Staatspreis für Deutsche Literatur in Böhmen
- Ehrenmedaille der Bundeshauptstadt Wien (1951)

## Werke
Robert Michel zählt zu den vergessenen österreichischen Schriftstellern des 20. Jahrhunderts. Er verfasste hauptsächlich Prosa, die im typischen Geist eines altösterreichischen Offiziers einen übernationalen Standpunkt vertritt und sich vermittelnd zwischen der deutschen und slawischen Kultur der Monarchie versucht. Schauplatz seiner Werke ist meist der Böhmerwald. Eine besondere Rolle in Michels Romanen nahm auch die Darstellung der Landschaft ein, für die man ihn zu Lebzeiten mit Adalbert Stifter verglich und die ihm den Adalbert-Stifter-Preis einbrachte. Michel erhielt auch den Staatspreis der Tschechoslowakischen Republik für deutsche Literatur in Böhmen.
- Die Verhüllte (Novellen, 1907)
- Der steinerne Mann (Roman 1909)
- Mejrima (Drama 1910)
- Geschichten von Insekten (1911)
- Das letzte Weinen (Erzählung 1912)
- Fahrten in den Reichslanden (1912)
- Auf der Südostbastion des Reiches. Leipzig, Insel Verlag 1915 (Österreichische Bibliothek Nr. 11)
- Die Häuser an der Džamija (Roman 1915)
- Briefe eines Hauptmanns an seinen Sohn  (1916)
- Der weiße und der schwarze Beg (Lustspiel 1917)
- Briefe eines Landsturmleutnants an Frauen (1918)
- Der heilige Candidus (Drama 1919)
- Gott und der Infanterist (Legende 1920)
- Jesus im Böhmerwald (Roman 1927)
- Die geliebte Stimme (Roman 1928)
- Menschen in Flammen (Erzählung 1929)
- Die Burg der Frauen (Roman 1934)
- Vom Hanswurst zum ersten Mann im Staat (Potemkin-Roman 1935)
- Halbmond über der Narenta (Novellen 1940)
- Slawische Weisen (1940)
- Slowakische Märchen (1941, neu und erweitert 1947)
- Das Ringelspiel (1943)
- Die Augen des Waldes (Roman 1946)
- Die allerhöchste Frau (Roman 1947)
- Der verschwundene Stern (Erzählung 1948)
- Die Wila (Roman 1949)